# 168
Cette page concerne l'année 168  du calendrier julien. Pour l'année 168 av. J.-C., voir 168 av. J.-C. Pour le nombre 168, voir 168 (nombre).
L'année 168 est une année bissextile qui commence un jeudi.

## Événements
- 6 janvier, Rome : Marc Aurèle prononce un discours dans les castra praetoria, baraquements de la garde prétorienne, où il promet que le beau-père d'un vétéran de la garde serait exempté de la tutelle de ses petits-fils[1]. Les Marcomans et les Victuali passent le Haut-Danube et réclament des terres à la suite de la pression de leurs voisins. Ils menacent de s'en emparer par la force si on ne leur en accorde pas comme colons dans l'Empire romain[2].
- 25 janvier : crise politique en Chine à la mort de Huandi ; le régent Dou Wu et un groupe de hauts fonctionnaires tentent de prendre le pouvoir dominé par les eunuques[3].
- 19 février : début du règne de Lingdi, empereur Han de Chine (fin en 189)[4].
- Printemps : Marc Aurèle et Lucius Verus quittent Rome pour Aquilée d'où ils comptent organiser la guerre contre les peuples germaniques, qui réclament des terres. Les Quades attaquent la frontière, mais sont défaits et leur roi est tué. Lucius Verus tombe malade pendant le voyage et déclare que la situation ne réclame pas la présence impériale. Marc Aurèle insiste et les deux empereurs inspectent les provinces danubiennes[2].
- 24 octobre, Chine : échec du complot de Dou Wu contre les eunuques ; suicide de Dou Wu[3].
- Hiver : les deux empereurs séjournent à Aquilée ; la peste antonine fait des ravages dans l'armée et ils décident de rentrer à Rome en décembre[2].
- Galien est rappelé par les empereurs en Italie[5].

## Naissances en 168
- Zhao Yun, général chinois.
- Cao Ren, général chinois.

## Décès en 168
- 25 janvier : Han Huandi, empereur Han de Chine[3].
- 24 octobre : Dou Wu, politicien de la dynastie Han.
- Ptolémée (Ptolémaïs de Thébaïde), astronome et astrologue grec (° 90)